# John Kenneth Galbraith
John Kenneth Galbraith (Ontario, Canadá, 15 de octubre de 1908-Cambridge, Estados Unidos, 29 de abril de 2006) fue un economista canadiense.

## Biografía

### Infancia y formación
Galbraith nació de los canadienses de ascendencia escocesa Sarah Catherine Kendall y Archibald "Archie" Galbraith, en Iona Station, Ontario, Canadá, y creció en el municipio de Dunwich, Ontario occidental. Tenía tres hermanos: Alice, Catherine y Archibald William (Bill). Cuando era un adolescente, había adoptado el nombre de "Ken", y más tarde no le gustaba ser llamado John. Galbraith creció muy alto, alcanzando una altura de más de 2 metros (206 cm).
Su padre era agricultor y maestro de escuela. Su madre, ama de casa y activista de la comunidad, murió cuando él tenía catorce años de edad. La granja familiar, dedicada a ganadería selecta, estaba situada en Thomson Line y disponía de dos terrenos con unas 60 Ha en total. Los Galbraith eran la familia más influyente y acomodada de su comunidad. Sus padres eran partidarios de los United Farmers of Ontario en los años veinte. 
Siguió su formación primaria en una escuela de una habitación que todavía existe, en Willy's Side Road. Más tarde, fue a la High School secundaria de Dutton y a la High School secundaria de St. Thomas. En 1931, Galbraith se graduó con un Bachillerato en Ciencias de la Agricultura del Ontario Agricultural College,en Guelph, Ontario, que era entonces un colegio agrícola asociado de la Universidad de Toronto. Se especializó en ganadería. Pasó en este centro 5 años, creando y dirigiendo el periódico de la institución.  
En 1931 se le concedió una beca Giannini en Economía Agrícola (recibiendo 60 dólares al mes) que le permitió viajar a la Universidad de Berkeley, California, donde recibió una Maestría en Ciencias y un Doctorado en Economía Agrícola por la Universidad de California en Berkeley. Galbraith aprendió economía con el profesor George Martin Peterson, y juntos escribieron un artículo de economía titulado "El concepto de tierra marginal" en 1932 que fue publicado en el Diario americano de economía agrícola. En esos años centrales de la Gran Depresión, la Fundación Giannini, instaurada poco antes por el fundador del Bank of America, promovió en su sede de la Universidad de Berkeley una amplia colaboración entre la Universidad y el potente sector agrícola californiano, muy afectado por la crisis. La colaboración permitió a los agricultores disponer de una previsión de precios y una estrategia de cultivos acertada, así como adaptar las producciones directas y elaboradas al gusto de los consumidores. En todas estas facetas comenzaron a brillar la iniciativa y las ideas económicas innovadoras de Galbraith, que enseguida se sitúa muy por encima del conocimiento económico del centro.  
Sus múltiples publicaciones hicieron que la Universidad de Harvard le propusiera como profesor en 1934, donde enseñó intermitentemente entre 1934 y 1939.
En 1937 se convirtió en ciudadano de los Estados Unidos aunque no dejó de ser ciudadano canadiense. Ese mismo año, tomó una beca de un año de duración en la Universidad de Cambridge, Inglaterra, donde fue influenciado por John Maynard Keynes y conoció a otros grandes economistas como Schumpeter, Piero Sraffa, Michal Kalecki o Joan Robinson. Luego viajó por Europa durante varios meses en 1938, asistiendo a una conferencia económica internacional y desarrollando sus ideas. Su servicio público comenzó en la era del New Deal cuando ingresó en el Departamento de Agricultura de los Estados Unidos.
De 1939 a 1940, enseñó en la Universidad de Princeton, donde no consiguió integrarse debido al clasismo existente entonces en esa universidad, que hacía una criba severa de los estudiantes al final del primer año, basada sobre todo en su pertenencia social. 

### La Segunda Guerra Mundial
[[«Yo reacciono de manera pragmática. Donde funciona el mercado, estoy a favor. Donde el Gobierno es necesario, yo estoy a favor. Me es profundamente sospechoso alguien que dice: "Estoy a favor de la privatización", o "Estoy profundamente a favor de la propiedad pública". Estoy a favor de lo que funcione en cada caso en particular». - C-SPAN, 13 de noviembre de 1994.]] ??
Estados Unidos entró en la Segunda Guerra Mundial con una economía que aún no se había recuperado completamente de la Gran Depresión. Debido a que la producción en tiempos de guerra necesita un déficit presupuestario obligatorio y una política monetaria acomodaticia, la inflación y una espiral de salarios y precios desbocados fueron consideradas como posibles. Como parte de un equipo encargado de evitar que la inflación paralizara el esfuerzo de guerra, Galbraith sirvió como subdirector de la Oficina de Administración de Precios (O.P.A.) durante la Segunda Guerra Mundial en el periodo 1941-1943. El O.P.A. dirigió el proceso de estabilización de precios y rentas.
El 11 de mayo de 1941, el presidente Roosevelt firmó la Orden Ejecutiva 8734 que creó la Oficina de Administración de Precios y Suministro Civil (OPACS). El 28 de agosto de 1941, una Orden Ejecutiva 8875 transformó el OPACS en la Oficina de Administración de Precios (O.P.A.). Después de que los Estados Unidos entraron en la Segunda Guerra Mundial en diciembre de 1941, la O.P.A. se encargó de las tareas de racionamiento. La Ley de Control de Precios de Emergencia, aprobada el 30 de enero de 1942, legitimó a la O.P.A. como una agencia federal independiente. Se fusionó a la O.P.A. con otras dos agencias: la División de Protección al Consumidor y la División de Estabilización de Precios de la Comisión Asesora del Consejo de Defensa Nacional. El consejo fue conocido como la Comisión Asesora de Defensa Nacional (NDAC), y fue creado el 29 de mayo de 1940. NDAC enfatizó los métodos voluntarios y de asesoría para mantener los precios bajos. Leon Henderson, comisionado de NDAC para la estabilización de precios, se convirtió en jefe del OPACS y de O.P.A. En 1941-1942. supervisó una reglamentación de precios obligatoria y vigorosa que comenzó en mayo de 1942 después de que la O.P.A. introdujo el Reglamento General de Precios Máximos (GMPR). Fue duramente criticado por la comunidad empresarial estadounidense. En respuesta la O.P.A. movilizó al público en nombre de las nuevas directrices y explicó que reducía las opciones para aquellos que buscaban mayores alquileres o precios. La O.P.A. tenía su propia División de Aplicación, la cual documentaba la creciente oleada de infracciones: un cuarto de millón en 1943 y más de 300.000 durante el siguiente año.
Los historiadores y los economistas difieren sobre la evaluación de la O.P.A., que comenzó con seis personas, pero luego creció hasta 15.000 empleados. Algunos señalan el hecho de que los aumentos de precios fueron relativamente más bajos que durante la Primera Guerra Mundial y que la economía global creció más rápido. Steven Pressman, por ejemplo, escribió que «cuando se eliminaron los controles, sólo hubo un pequeño aumento en los precios, demostrando así que las presiones inflacionarias se gestionaban activamente y no sólo se mantenían temporalmente bajo control». Galbraith dijo en una entrevista que consideró su trabajo en la OPA como su mayor logro en la vida, ya que los precios fueron relativamente estables durante la Segunda Guerra Mundial. Sin embargo, el papel de la O.P.A., así como todo el legado de las medidas de estabilización económica del gobierno estadounidense en tiempos de guerra desde una perspectiva a largo plazo, sigue siendo objeto de debate. Richard Parker, que antes había escrito una bien considerada biografía de Galbraith, dijo esto sobre los esfuerzos de Galbraith durante la guerra:

El se había ido a trabajar en la capital de la nación en 1934 como un joven de 25 años, recién salido de la escuela de posgrado y casi acabado de unirse a la facultad de Harvard como un joven instructor. Había regresado a Washington a mediados de 1940, después de que París cayera ante los alemanes, inicialmente para ayudar a preparar a la nación para la guerra. Dieciocho meses más tarde, después de Pearl Harbor, fue nombrado para supervisar la economía de la guerra como "jefe de los precios", encargado de evitar que la inflación y la corrupción de los precios arruinasen la economía mientras se expandía para producir las armas y el material necesarios para garantizar la victoria contra fascismo. En esto, él y sus colegas de la Oficina de Administración de Precios habían tenido un éxito impresionante, guiando una economía que cuadruplicó su tamaño en menos de cinco años sin avivar la inflación que había obsesionado en la Primera Guerra Mundial, o dejaja un colapso desbalanceado después de la guerra del tipo que había causado tanto daño a Europa en la década de 1920".

### La posguerra
Desde 1943 cuando fue removido de la O.P.A. debido a presiones empresariales, hasta 1948, fue editor de la revista Fortune. Esta revista del grupo Time/Life, era la publicación económica norteamericana más prestigiosa en medios empresariales. Destacaba por las fotografías a color de Walker Evans y Margaret Bourke-White, además de un equipo de escritores entre los que se encontraban James Agee, Archibald MacLeish y Alfred Kazin, contratados específicamente por sus habilidades de redacción. Fortune se convirtió en un importante pilar del imperio Time/Life, propiedad de Henry Luce, el cual creció hasta convertirse en Time Warner. Fortune se publicaba mensualmente. Su trabajo como redactor le permitió a Galbraith alcanzar un conocimiento de primera mano profundo sobre la organización y el funcionamiento de las grandes corporaciones americanas. También aprendió a depurar su estilo de redacción para hacerlo accesible al lector empresarial de la revista. 
En 1945 participó en un equipo de analistas de alto nivel que investigaron sobre el terreno los efectos de los bombardeos en la economía alemana, interrogando incluso al ministro responsable del armamento de la Alemania nazi, Albert Speer. Las conclusiones formuladas por Galbraith fueron que los bombardeos no fueron determinantes en el resultado del conflicto ya que la producción militar alemana creció a lo largo de la guerra alcanzando su máximo en 1944 y que los bombardeos de ciudades eran contraproducentes al liberar mano de obra para las fábricas de armas. Estas conclusiones no fueron bien recibidas por la Fuerza Aérea Americana, que siguió adelante con sus planes de bombardeo en Japón hasta el trágico final de la guerra.
En febrero de 1946, Galbraith pasó a ser un alto cargo en el Departamento de Estado como director de la Oficina de Política de Seguridad Económica, donde estaba nominalmente a cargo de los asuntos económicos con Alemania, Japón, Austria y Corea del Sur. Los diplomáticos mayores no tenían confianza en él, así que lo relegaron al trabajo rutinario con pocas oportunidades de hacer política. Galbraith favoreció la distensión con la Unión Soviética, junto con el Secretario de Estado James F. Byrnes y el general Lucius D. Clay, el gobernador militar de la Zona de Estados Unidos en Alemania de 1947 a 1949, pero estaban fuera juego con la Política de contención que entonces estaba siendo desarrollada por George Kennan y favorecida por la mayoría de los principales políticos estadounidenses. Después de un desconcertante semestre, Galbraith renunció en septiembre de 1946 y volvió a su revista escribiendo sobre cuestiones económicas. Más tarde, inmortalizó su frustración con "los caminos de Foggy Bottom" en una novela satírica, The Triumph (1968). El período de la posguerra también fue memorable para Galbraith debido a su trabajo, junto con Eleanor Roosevelt y Hubert Humphrey, para establecer una organización política progresista de los Americanos para la Acción Democrática (ADA) en apoyo de la causa de la justicia económica y social en 1947.
En 1949, fue nombrado profesor numerario de economía en Harvard, donde se hizo cargo de también de la editorial económica de la universidad, debido a su experiencia editorial en Fortune.
Colaboró activamente en las campañas de 1952 y 1956 del candidato presidencial demócrata Adlai Stevenson. La derrota de Stevenson en la primera elección lo sumió en la depresión y tuvo que someterse a cuidados de un psiquiatra colega suyo de Harvard. 

### Puestos políticos bajo Kennedy
Durante su tiempo como consejero del presidente John F. Kennedy, Galbraith fue nombrado embajador de los Estados Unidos en la India de 1961 a 1963. Su relación con el presidente Kennedy era tal que regularmente pasó por alto al Departamento de Estado y envió sus cables diplomáticos directamente al presidente. En la India, se convirtió en un confidente del primer ministro Jawaharlal Nehru y ampliamente asesoró al gobierno indio en asuntos económicos, así como en el conflicto armado fronterizo con China de 1962 en que aconsejó aceptar el alto el fuego propuesto por China. 
Mientras servía en la India, ayudó a establecer uno de los primeros departamentos de informática, en el Instituto indio de tecnología en Kanpur, Uttar Pradesh. Incluso después de dejar el cargo, Galbraith seguía siendo amigo y partidario de la India. Debido a su recomendación, la primera dama de los Estados Unidos Jacqueline Bouvier Kennedy emprendió en 1962 sus misiones diplomáticas en India y Pakistán.
En 1966, cuando ya no era embajador, declaró al Senado de los Estados Unidos que una de las principales causas de la guerra de Cachemira de 1965 era la ayuda militar estadounidense a Pakistán.
Después de la muerte de Kennedy y a pesar de su amistad con el nuevo presidente Lyndon B. Johnson, se distanció de la administración demócrata debido a su oposición a la presencia norteamericana en Vietnam. Por sus discrepancias con el Secretario de Estado, Dean Rusk, no aceptó el puesto de embajador en las Naciones Unidas, que Johnson le ofreció a la muerte de Stevenson y se convirtió en uno de los líderes de la oposición universitaria y del Partido Demócrata a la Guerra de Vietnam.

### Familia
El 17 de septiembre de 1937, Galbraith se casó con Catherine Merriam Atwater, a quien conoció mientras era estudiante graduada de Radcliffe. Su matrimonio duró 68 años. Los Galbraiths residían en Cambridge, Massachusetts, y tenían una casa de verano en Newfane, Vermont. Tuvieron cuatro hijos: J. Alan Galbraith que es un socio en la firma de abogados Williams & Connolly de Washington D. C.; Douglas Galbraith que murió en la infancia de leucemia; Peter W. Galbraith que ha sido diplomático estadounidense que sirvió como embajador en Croacia y es un comentarista de la política exterior estadounidense, particularmente de los Balcanes y Oriente Medio y James K. Galbraith que es un economista progresista de la Universidad de Texas en la Escuela de Asuntos Públicos de Austin, Lyndon B. Johnson. Los galbraiths también tuvieron diez nietos.

### Años finales y reconocimiento
En el otoño de 1972 Galbraith fue consejero y ayudante del candidato rival de Nixon, George McGovern en la campaña de la elección para la presidencia estadounidense. Durante este tiempo (septiembre de 1972) viajó en su papel de presidente de la Asociación Económica Americana (AEA) por invitación del gobierno chino a China con los economistas Leontief y Tobin y en 1973 publicó un relato de sus experiencias en el libro A China Passage. En este trabajo describe el régimen comunista de Mao Zedong en China en ese momento desde una perspectiva de la izquierda liberal norteamericana.
En 1972 ejerció como presidente de la Asociación Económica Americana. El Journal of Post Keynesian Economics se benefició del apoyo de Galbraith y sirvió como presidente de su junta directiva desde sus inicios.
Durante el rodaje de The World at War, una serie documental de televisión británica (1973-74), Galbraith describió sus experiencias en la administración de guerra de Roosevelt. Galbraith también habló sobre el racionamiento y especialmente sobre los engaños respecto a la asignación de combustible.
En diciembre de 1977, se reunió con el senador palauano Roman Tmetuchl y finalmente se convirtió en un consejero no remunerado de la Comisión de Estado Político de Palau. Abogó por un mínimo de requisitos financieros y proyectos de infraestructura. En 1979 se dirigió a la legislatura de Palau y participó en un seminario para los delegados a la Convención Constitucional de Palau. Se convirtió en la primera persona en obtener la ciudadanía honoraria de Palau. 
En 1985, la Asociación Humanista Americana lo nombró el Humanista del Año. La Asociación de Estudios Asiáticos (AAS) le otorgó su Premio de 1987 a las Contribuciones Distinguidas a los Estudios Asiáticos.
En 1997 fue nombrado Oficial de la Orden de Canadá y en 2000 fue galardonado con la Medalla Presidencial de la Libertad de los Estados Unidos. También recibió un doctorado honorario de la Universidad Memorial de Terranova en la convocatoria de otoño de 1999, otra contribución a la impresionante colección de aproximadamente cincuenta títulos académicos honorarios otorgados a Galbraith. En 2000, fue galardonado con el Premio Leontief por su destacada contribución a la teoría económica por el Instituto para el Desarrollo Global y el Medio Ambiente. La biblioteca en su ciudad natal de Dutton, Ontario fue retitulada la Biblioteca John Kenneth Galbraith en honor de su apego a la biblioteca y de sus contribuciones al nuevo edificio.
El 29 de abril de 2006, Galbraith murió en Cambridge, Massachusetts de causas naturales a la edad de 97 años, después de una estancia de dos semanas en un hospital.

## Escritos
Incluso antes de convertirse en presidente de la Asociación Económica Americana, Galbraith fue considerado como un iconoclasta por muchos economistas, debido en parte a su consideración del análisis técnico y el modelado matemático de la economía neoclásica como algo divorciado de la realidad. Como seguidor de Thorstein Veblen, creía que la actividad económica no podía destilarse en leyes inviolables, sino que era un producto complejo del medio cultural y político en el que se produce. En particular, planteó que la mayoría de los economistas habían descuidado en gran medida factores importantes, como la separación entre la propiedad y la gestión de las empresas, o los oligopolios y su influencia en el gasto gubernamental y militar, porque no son susceptibles de descripciones axiomáticas. En este sentido, trabajó tanto en economía política como en economía clásica.
Su trabajo incluyó varios de los libros más vendidos a lo largo de los años cincuenta y sesenta. En su primera gran obra, Capitalismo americano, (American Capitalism: The concept of countervailing power, 1952) señala que las grandes corporaciones han desplazado a las pequeñas o negocios de carácter familar, y, como consecuencia, los modelos de competencia perfecta no pueden ser aplicados en la economía de EE. UU. Una forma para contrarrestar ese poder, según Galbraith, es el surgimiento de grandes sindicatos. Su contribución principal al campo de la economía es la llamada trilogía del capitalismo estadounidense: The Affluent Society (1958), The New Industrial State (1967), y Economics and Public Purpose (1973). Escritos en un estilo claro y conciso, eran comprensibles para los lectores, no solamente para los economistas. En La sociedad opulenta (The Affluent Society, 1958), contrasta la opulencia del sector privado con la avaricia ejercida sobre el sector público, demostrando que EE. UU., en los años cincuenta, era el ejemplo de un país con una economía en crecimiento, pero con grandes desigualdades sociales en su interior. Finalmente, en El nuevo Estado industrial (The New Industrial State, 1967) señala que las grandes corporaciones (como la General Motors) dominan el mercado de Estados Unidos. Esto, como resultado de su gran crecimiento productivo y el nivel en sus operaciones, que les permite controlar sus mercados.
Después de su retiro de Harvard como profesor emérito de la cátedra Paul M. Warburg de Economía continuó en la vida pública publicando 21 nuevos libros. En el verano de 1973, Adrian Malone (BBC) le propuso hacer una serie de televisión sobre la historia de las ideas económicas o sociales. Galbraith aceptó. La titularon The Age of Uncertainty (La Era de la Incertidumbre) para reflejar el contraste entre la gran certeza del siglo XIX y el pensamiento económico mucho menos seguro en sus puntos de vista de los tiempos modernos. La serie fue escrita y filmada en tres años y emitida en 1977 en la PBS y la BBC, salió al aire en 38 países. 
Además de sus libros, escribió cientos de ensayos y varias novelas; una de las cuales, A Tenured Professor, logró la aclamación de la crítica. Galbraith escribió reseñas de libros, como la del informe de Iron Mountain sobre la posibilidad y la conveniencia de la paz, una sátira política de 1967, bajo el seudónimo de Herschel McLandress, el nombre de un mentor escocés ficticio presentado como el Profesor Titular. También utilizó el seudónimo Mark Épernay cuando publicó The McLandress Dimension en 1963.
Galbraith no responde al estereotipo de economista estadounidense, por sus ideas iconoclastas sobre la economía y las prácticas de sus pares. Su mayor preocupación no era el análisis econométrico o la teoría económica, sino analizar las consecuencias de la política económica en la sociedad y la economía política, de una forma accesible y eliminando gran parte de los tecnicismos utilizados por los economistas. Sus libros pusieron a la sociedad estadounidense frente a un espejo al advertir de los problemas estructurales de la economía, criticar la guerra de Vietnam y replantear el papel del Estado, cuestionar el modelo individualista de decisión y abogar por la necesidad de instituciones del well-fare state que aún hoy día, más de 50 años después, la sociedad norteamericana tiene pendientes o en peligro de desaparición. 

### Libros de economía
Galbraith fue una figura importante en la economía institucional del siglo XX y proporcionó una perspectiva institucionalista ejemplar sobre el poder económico. Su obra incluye elementos del institucionalismo crítico, pues da un papel central a las instituciones y, en particular, a las organizaciones industriales con una política económica propia del keynesianismo más progresista. Entre sus numerosos escritos, Galbraith consideró El nuevo estado industrial y La sociedad opulenta como los dos mejores. En cuanto a las obras posteriores, el economista y amigo suyo, Mike Sharpe lo visitó en 2004, recibiendo de Galbraith una copia de lo que sería su último libro, The Economics of Innocent Fraud. Galbraith confió a Sharpe que "este es mi mejor libro", una aseveración que Galbraith pronunció "un poco maliciosamente".
Tras el comienzo de la Gran Recesión en 2008, su obra The Great Crash, 1929 (1955) y otras que advertían de los peligros de un desenfreno especulativo sin la debida supervisión gubernamental, recibieron la atención de nuevos lectores. En 2010, la Biblioteca de América publicó una nueva edición de sus principales obras, editada por su hijo, James K. Galbraith: The Affluent Society & Other Writings, 1952-1967: El Capitalismo Americano, The Great Crash, 1929, The Affluent Society, Y el nuevo estado industrial. En esta ocasión, Bill Moyers entrevistó a James K. Galbraith sobre su padre, sus obras y su legado.

### Economía americana
En American Capitalism: The Concept of Countervailing Power (1952) Galbraith concluyó que la economía estadounidense estaba dirigida por un triunvirato de grandes empresas, grandes sindicatos y un gobierno activista. Galbraith definió las acciones de los grupos de presión de la industria y los sindicatos como un poder compensatorio, contrastando este acuerdo con el período anterior a la anterior Depresión, en el que las grandes empresas tenían una rienda relativamente libre sobre la economía. En sus memorias de 1981 reconsideró sus tesis, ya que según su experiencia “numerosos grupos (los jóvenes, los pobres rurales, los trabajadores textiles y muchos consumidores) siguen siendo débiles y desvalidos”.
Su éxito de ventas de 1955, The Great Crash, 1929, describe el colapso en Wall Street de los precios de las acciones y cómo los mercados progresivamente se desacoplan de la realidad en un boom especulativo. El libro es también una plataforma para el humor de Galbraith y sus profundos conocimientos sobre el comportamiento humano cuando la riqueza está amenazada. Nunca ha estado fuera de impresión.
En La sociedad opulenta (1958), que se convirtió en un superventas, Galbraith resumió su punto de vista de que para tener éxito, la América posterior a la Segunda Guerra Mundial debería realizar grandes inversiones en temas como carreteras y educación, utilizando fondos de impuestos generales.
Galbraith también criticó la suposición de que el aumento continuo de la producción material fuera un signo de salud económica y social. Debido a esto Galbraith se considera a veces uno de los primeros post-materialistas. En este libro, popularizó la vieja frase "sabiduría convencional". Galbraith trabajó en el libro mientras estaba en Suiza y había titulado originalmente Por qué los pobres son pobres, pero lo cambió a La sociedad opulenta a sugerencia de su esposa. La sociedad opulenta contribuyó (probablemente de manera significativa, dado que Galbraith era consejero del presidente Kennedy) a la "guerra contra la pobreza", la política de gasto del gobierno introducida por las administraciones de Kennedy y Johnson.

### El nuevo estado industrial
En 1966, Galbraith fue invitado por la BBC para presentar las conferencias Reith, una serie de emisiones de radio, que él tituló El nuevo estado industrial. En seis emisiones, exploró la economía de la producción y el efecto que las grandes corporaciones podrían tener sobre el Estado.
En la edición impresa de The New Industrial State (1967), Galbraith amplió su análisis del papel del poder en la vida económica, argumentando que muy pocas industrias en los Estados Unidos encajan en el modelo de competencia perfecta. Un concepto central del libro es la secuencia revisada. La "sabiduría convencional" en el pensamiento económico retrata la vida económica como un conjunto de mercados competitivos gobernados, en última instancia, por las decisiones de los consumidores soberanos. En esta secuencia original, el control del proceso de producción fluye de los consumidores de las mercancías a las organizaciones que producen esas mercancías. En la secuencia revisada, este flujo se invierte y las empresas ejercen control sobre los consumidores mediante la publicidad y las actividades de marketing relacionadas.
El concepto de secuencia revisada solamente se aplica al sistema industrial, es decir, al núcleo industrial de la economía en el que cada industria contiene solamente un puñado de corporaciones muy poderosas. No se aplica al sistema de mercado en la economía dual de Galbraith. En el sistema de mercado, compuesto por la gran mayoría de las organizaciones empresariales, la competencia de precios sigue siendo la forma dominante de control social. En el sistema industrial, sin embargo, compuesto por las 1000 grandes corporaciones, la teoría de precios competitivos oscurece la relación con el sistema de precios de estas grandes y poderosas corporaciones. En opinión de Galbraith, la principal función de las relaciones de mercado en este sistema industrial no es restringir el poder de los gigantes corporativos, sino servir como un instrumento para la implementación de su poder. Además, el poder de estas corporaciones se extiende a la cultura y política comercial, lo que les permite ejercer una influencia considerable sobre las actitudes sociales populares y los juicios de valor. Que este poder se ejerce en el interés miope de la expansión de la producción de mercancías y el estatus de unos pocos es incompatible con la democracia y una barrera para lograr la calidad de vida que el nuevo estado industrial con su riqueza podría proporcionar.
El Nuevo Estado Industrial no solamente proporcionó a Galbraith otro libro de éxito de ventas, sino que también extendió una vez más el pensamiento económico institucionalista. El libro también llenó una necesidad muy apremiante en los últimos años 60. La teoría convencional del poder de monopolio en la vida económica sostiene que el monopolista intentará restringir la oferta para mantener el precio por encima de su nivel competitivo. El costo social de este poder de monopolio es una disminución tanto de la eficiencia asignativa como de la equidad de la distribución del ingreso. Este análisis económico convencional del papel del poder de monopolio no abordó adecuadamente la preocupación popular sobre la gran corporación a finales de los años sesenta. La creciente preocupación se centró en el papel de la corporación en la política, el daño al medio ambiente natural por un compromiso absoluto con el crecimiento económico y la perversión de la publicidad y otros aspectos pecuniarios de la cultura. El Nuevo Estado Industrial dio una explicación plausible de la estructura de poder involucrada en generar en estos problemas y así encontró una audiencia muy receptiva entre la creciente contracultura estadounidense y sus activistas políticos.
Un tercer trabajo relacionado fue Economics and the Public Purpose (1973), en el cual amplió estos temas discutiendo, entre otras cuestiones, el papel subordinado de la mujer en la gestión sin recompensa de un consumo cada vez mayor y el papel de la tecnoestructura en la gran empresa para influir en la percepción de objetivos de política económica sólidos.

### Burbujas financieras
En Breve Historia de la Euforia Financiera (1994), describe las burbujas especulativas a través de varios siglos, y argumenta que son inherentes al sistema de libre mercado debido a la "psicología de masas" y al "interés adquirido en el error que acompaña la euforia especulativa". Además, la memoria financiera es "notoriamente corta": lo que actualmente parece ser un "nuevo instrumento financiero" no es nada de eso. Galbraith advierte: "El mundo de las finanzas saluda la invención de la rueda una y otra vez, a menudo en una versión un poco más inestable". Para su análisis es crucial la afirmación de que el factor común en el auge y la caída es la creación de deuda para financiar la especulación, que "se vuelve peligrosamente fuera de escala en relación con los medios de pago subyacentes". La crisis financiera de 2008, que sorprendió a muchos economistas, parecía confirmar muchas de las tesis de Galbraith.

### Memorias
La primera edición de The Scotch fue publicada en el Reino Unido bajo dos títulos alternativos: Made to Last y The Non-potable Scotch: Memoir of the Clansmen in Canada. Fue ilustrado por Samuel H. Bryant. El relato de Galbraith del ambiente de su niñez en el condado de Elgin en el Ontario sudoccidental fue agregado en 1963. Él lo consideró el mejor fragmento de su escritura.
Las memorias de Galbraith, Una vida de nuestro tiempo fue publicada en 1981. Contiene la discusión de sus pensamientos, su vida, y sus tiempos. Son especialmente interesantes los retratos que hace de las personalidades políticas o intelectuales con los que colaboró o tuvo relación a lo largo de su vida. Atribuye parte de la buena acogida de sus obras y colaboraciones al mérito de ser un buen redactor, capaz de expresar sus ideas de una manera clara para el púbico en general, lo que hacía que fuera muy buscado como redactor de discursos de sus políticos afines, especialmente del candidato presidencial Adlai Stevenson.
En 2004, la publicación de una biografía autorizada, John Kenneth Galbraith: Su vida, su política, su economía por un amigo y compañero economista progresista Richard Parker renovaron el interés en la vida y el legado de Galbraith.

## Legado

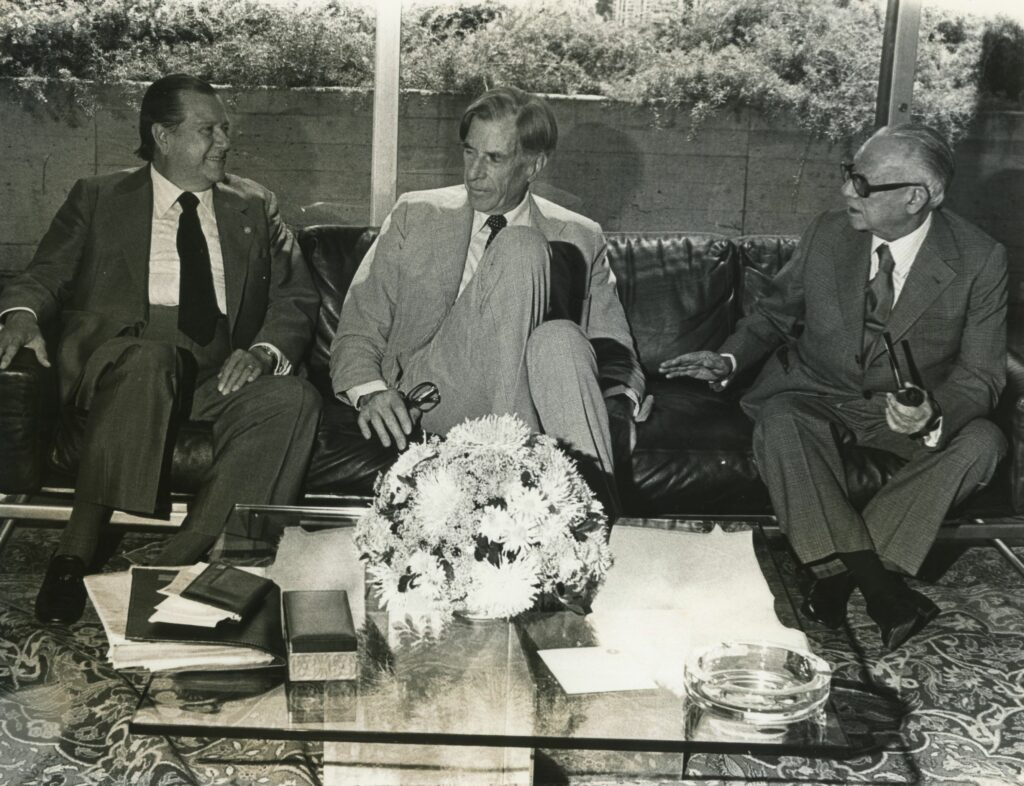
Galbraith junto a los expresidentes venezolanos Rafael Caldera y Rómulo Betancourt. Caracas, 1979.

Las ideas principales de Galbraith se centraron en la influencia del poder de mercado de las grandes corporaciones. Creía que este poder de mercado debilitaba el principio ampliamente aceptado de la soberanía de los consumidores, permitiendo a las empresas ser productores de precios, en lugar de compradores de precios, permitiendo a las corporaciones con mayor poder de mercado aumentar la producción de sus bienes más allá de una cantidad eficiente. Además, creía que el poder de mercado desempeñaba un papel importante en la inflación. Sostuvo que las corporaciones y los sindicatos solamente podían aumentar los precios en la medida en que lo permitiera su poder de mercado. Argumentó que en situaciones de excesivo poder de mercado, los controles de precios controlaban efectivamente la inflación, pero advirtieron que no se utilizarían en mercados que fueran básicamente eficientes, como los bienes agrícolas y la vivienda. Señaló que los controles de precios eran mucho más fáciles de aplicar en las industrias con relativamente pocos compradores y vendedores. La opinión de Galbraith sobre el poder de mercado no era del todo negativa, también señaló que el poder de las empresas estadounidenses jugó un papel en el éxito de la economía estadounidense.
En La sociedad opulenta Galbraith afirma que la teoría económica clásica era verdadera para las eras antes del presente, que eran épocas de la "pobreza". Ahora, sin embargo, hemos pasado de una época de pobreza a una edad de "opulencia", y para tal edad, se necesita una teoría económica completamente nueva.
El argumento principal de Galbraith es que a medida que la sociedad se vuelve relativamente más rica, las empresas privadas deben crear la demanda de los consumidores a través de la publicidad, y mientras esto genera opulencia artificial a través de la producción de bienes y servicios comerciales, el sector público se descuida. Señala que mientras muchos estadounidenses eran capaces de comprar artículos de lujo, sus parques estaban contaminados y sus hijos asistían a escuelas mal mantenidas. Sostiene que los mercados por sí solos no proporcionan (o fallan en absoluto) para muchos bienes públicos, mientras que los bienes privados son típicamente "sobreproporcionados" debido al proceso de publicidad creando una demanda artificial por encima de las necesidades básicas del individuo. Este énfasis en el poder de la publicidad y el consiguiente consumo excesivo puede haber anticipado la caída de las tasas de ahorro en Estados Unidos y en otras partes del mundo en desarrollo. Esto describe perfectamente el tipo de sociedad capitalista actual en la mayoría de países.
Galbraith propuso restringir el consumo de ciertos productos mediante un mayor uso de los impuestos pigouvianos y los impuestos sobre el valor de la tierra, argumentando que esto podría ser más eficiente que otras formas de impuestos, como los impuestos sobre el trabajo. La propuesta más importante de Galbraith era un programa que él llamó "inversión en hombres" - un programa de educación a gran escala financiado con fondos públicos, destinado a capacitar a los ciudadanos comunes.
En septiembre de 2004 se celebró en París un Simposio Internacional en honor a John Kenneth Galbraith, patrocinado por la Université du Littoral Côte d'Opale, Dunkerque y el Institut de Gestion Sociale, París, Francia. 
Un número especial titulado: Commemorating John Kenneth Galbraith's Centenary de la Review of Political Economy le fue dedicado en 2008 analizando la contribución de Galbraith a la economía.

## Crítica del trabajo de Galbraith
El trabajo de Galbraith en general, y La sociedad opulenta en particular, han atraído la crítica aguda de partidarios del laissez faire desde el momento de su publicación. El economista ganador del premio Nobel Milton Friedman en "Friedman sobre Galbraith y sobre curar la enfermedad británica" ve a Galbraith como una versión del siglo XX del radical conservador de principios de siglo XIX de Gran Bretaña. Afirma que Galbraith cree en la superioridad de la aristocracia y en su autoridad paternalista, que los consumidores no deben elegir y que todas las elecciones deben ser determinadas por aquellos con "mentes superiores":

Muchos reformadores —Galbraith no está solo en esto— tienen como objeción básica a un mercado libre el que los frustra en el logro de sus reformas, porque permite a las personas tener lo que quieren, no lo que quieren los reformadores. Por lo tanto, cada reformador tiene una fuerte tendencia a ser contrario a un mercado libre.

Richard Parker, en su biografía, John Kenneth Galbraith: Su Vida, Su Economía, Su Política, caracteriza a Galbraith como un pensador más complejo. El propósito principal de Galbraith en el capitalismo: el concepto de poder compensatorio (1952) era, irónicamente, mostrar que el gran negocio era ahora necesario a la economía americana para mantener el progreso tecnológico que impulsa el crecimiento económico. Galbraith sabía que el "poder compensatorio", que incluía la regulación gubernamental y la negociación colectiva, era necesario para tener unos mercados equilibrados y eficientes. En El Nuevo Estado Industrial (1967), Galbraith argumentó que las corporaciones estadounidenses dominantes habían creado una tecnoestructura que controlaba estrechamente la demanda de los consumidores y el crecimiento del mercado a través de la publicidad y la mercadotecnia. Aunque Galbraith defendió la intervención del gobierno, Parker señala que también creía que el gobierno y los grandes negocios trabajaban juntos para mantener la estabilidad.
Paul Krugman, que más tarde ganó el Premio en Ciencias Económicas en memoria de Alfred Nobel en 1994, minimizó la estatura de Galbraith como economista académico. En Peddling Prosperity, coloca a Galbraith como uno de los muchos "empresarios políticos", ya sean economistas o escritores de think tanks, de izquierda y derecha, que escriben únicamente para el público, en contraposición a quienes escriben para otros académicos y que son, por lo tanto, susceptibles de hacer diagnósticos injustificados y ofrecer respuestas simplistas a problemas económicos complejos. Krugman afirma que Galbraith nunca fue tomado en serio por otros académicos, que en su lugar lo consideraban más como una "personalidad mediática". Por ejemplo, Krugman cree que la obra de Galbraith, El nuevo estado industrial, no es considerada como "teoría económica real", y que Economics in Perspective está "notablemente mal informada". No deja de ser curioso que Krugman haga estas críticas poco sólidas a Galbraith cuando él mismo es criticado en los círculos académicos conservadores por las mismas razones.
Otros economistas de gran influencia en la actualidad como Thomas Piketty han retomado muchos planteamientos de Galbraith y han fundamentado sus análisis con ingentes cantidades de datos demostrativos.

## Honores
John Kenneth Galbraith recibió la Medal of Freedom y la Medalla Presidencial de la Libertad; en 1946 del presidente Truman y en 2000 del presidente Bill Clinton, respectivamente.
- Medalla Lomonósov en 1993
- Order of Canada (Officer) en 1997
- Padma Vibhushan (India) en 2001

En 2010, fue el primer economista en ser incluido en la colección The Library of America.

### Doctorados
Entre los que recibió se pueden destacar los siguientes:
- Bard College en Annandale-on-Hudson, New York (LL.D) en 1958
- University of Toronto en Toronto, Ontario (LL.D) en 1961
- University of Guelph en Guelph, Ontario en 1965, el primero concedido por esta universidad en la que Galbraith cursó sus estudios de Agricultura
- University of Saskatchewan en Saskatoon, Saskatchewan (LL.D) en 1965
- Boston College en Boston, Massachusetts (LL.D) en 1967
- Hobart and William Smith Colleges en Geneva, New York (LL.D) en 1967
- University of Western Ontario en London, Ontario (LL.D) en 1968
- Tufts University en Boston, Massachusetts (DHL) en 1968
- Albion College en Albion, Míchigan (D.Litt) en 1968
- Knox College en Galesburg, Illinois en 1970
- Universidad Estatal de Míchigan en East Lansing, Míchigan (LL.D) en 1971
- York University en Toronto, Ontario (LL.D) en 1976
- Universidad Rutgers en Nuevo Brunswick, Nueva Jersey (LL.D) en 1979
- Grinnell College en Grinnell, Iowa (LL.D) en 1983
- Universidad de Harvard en Cambridge, Massachusetts (LL.D) en 1988
- Smith College en Northampton, Massachusetts (LL.D) en 1989
- Warsaw School of Economics en Varsovia, Polonia en 1992
- London School of Economics en London, England (D.Sc) en 1999
- Memorial University of Newfoundland en St. John's, Newfoundland (D.Litt) en 1999